# Тирольский симфонический оркестр
Тирольский симфонический оркестр (нем. Tiroler Symphonieorchester Innsbruck) — австрийский симфонический оркестр, базирующийся в Инсбруке. Основан в 1893 году, до 1997 года Инсбрукский городской оркестр (нем. Stadtorchester Innsbruck).
Оркестр был основан при поддержке инсбрукского Музыкального общества во главе с Йозефом Пембауром. Первый концерт состоялся 4 ноября 1893 года. Первые три десятка лет работы оркестра были ознаменованы постоянной борьбой с городской администрацией за скудное финансирование. До Второй мировой войны в программах оркестра преобладала австрийская и немецкая романтическая музыка, а также лёгкий репертуар (Франц Легар, Имре Кальман, Франц фон Зуппе и т. п.). В первые послевоенные годы работа оркестра была перестроена, к концертам стали привлекаться заметные дирижёры и солисты: Эрнст фон Донаньи, Отмар Суитнер, Энрико Майнарди, Пьер Фурнье и др. Новый импульс работе оркестра дало открытие в 1954 году новопостроенного концертного зала. С 1995 года оркестр находится под совместным патронатом города Инсбрука и земли Тироль.

## Главные дирижёры
- Мартин Шпёрр (1893—1899)
- Карл Крафт-Лорцинг (1901—1907)
- Вернер, Йозеф (1907—1914)
- Макс Кёлер (1914—1918)
- Эмиль Шенних (1918—1928)
- Рудольф Катниг (1928—1934)
- Фриц Вайдлих (1935—1942)
- Макс Пфлугмахер (1942—1945)
- Фриц Вайдлих (1945—1952)
- Курт Рапф (1953—1960)
- Роберт Вагнер (1960—1966)
- Карл Рандольф (1966—1972)
- Эдгар Зайпенбуш (1972—1992)
- Каспер де Роо (1992—1997)
- Георг Шмёэ (1997—2004)
- Дитфрид Бернет (2005—2008)
- Георг Фрич (2009—2010)
- Кристоф Альтштедт (2011—2012)
- Франческо Анджелико (2013—2017)
- Керем Хасан (с 2019 г.)